# Kolodiivka, Koreț
Kolodiivka (în ucraineană Колодіївка) este un sat în comuna Velîki Mejîrici din raionul Koreț, regiunea Rivne, Ucraina.

## Demografie
Componența lingvistică a localității Kolodiivka
     Ucraineană (99,07%)
     Alte limbi (0,93%)
Conform recensământului din 2001, majoritatea populației localității Kolodiivka era vorbitoare de ucraineană (99,07%), existând în minoritate și vorbitori de alte limbi.